# Jessica Morlacchi
Jessica Elisa Giorgia Morlacchi (Roma, 17 luglio 1987) è una cantante, bassista, personaggio televisivo e musicista italiana.
Ha raggiunto la notorietà in quanto voce dei Gazosa, con cui ha vinto il 51º Festival di Sanremo nella sezione Giovani con il brano Stai con me (Forever). Nel 2003, in seguito allo scioglimento del gruppo, ha continuato l'attività musicale da solista.

## Biografia

### L'approccio alla musica e i Gazosa
Nata a Roma, si avvicina alla musica, grazie al padre e alla sorella, all'età di sette anni, quando inizia lo studio del basso, e a diciassette anni inizia lo studio del canto. Nel 1998 forma il gruppo degli "Eta Beta" dal nome dell'omonimo personaggio dei fumetti, che poi si tramuteranno in "Zeta Beta" e nel 2000 diventeranno definitivamente i Gazosa. La band vince il Festival di Sanremo 2001 nella categoria nuove proposte con il brano Stai con me (Forever), tuttavia ottiene il suo primo grande successo col singolo estivo www.mipiacitu, diventato uno dei principali tormentoni estivi del 2001. Nel 2002 partecipano nuovamente al Festival di Sanremo, questa volta con il brano Ogni giorno di più. Nel 2003 la Morlacchi lascia il gruppo e intraprende la carriera da solista.

### La carriera da solista
Nel 2004 ha inizio la carriera live da solista. Nel marzo del 2005, viene invitata da Marco Masini a duettare con lui al 55º Festival di Sanremo durante la quarta serata dedicata ai duetti. I due duettano nella versione acustica di Nel mondo dei sogni, versione che viene inclusa nell'album del cantautore Il giardino delle api nello stesso anno.
Nel 2006 ha firmato con l'etichetta MBO. Il 21 luglio dello stesso anno è uscito il suo primo singolo dal titolo Un bacio senza fine. Il 20 aprile dell'anno seguente ha pubblicato il singolo Pensieri timidi, che ha anticipato l'EP Amo il Sole, pubblicato il 25 gennaio 2012. Nel 2011 la Morlacchi ha preso parte al Canto di Natale. Nel 2013 ha partecipato al talent show The Voice of Italy, entrando nella squadra di Riccardo Cocciante, ma verrà poi eliminata ai Live Show.
Il 29 maggio del 2019 è uscito L'amore è un'illusione, singolo del rapper Endi, in cui Jessica ha partecipato cantando il ritornello del brano. Il 1º luglio 2019 esce Cadillac, il nuovo singolo di Jessica, scritto con l'autore e produttore Marco Canigiula (già autore per Annalisa, Emma Muscat, Biondo, Alessandro Casillo, Suor Cristina), pubblicato da Cantieri Sonori. Il brano anticipa l'uscita di un nuovo album previsto per la primavera del 2020.
Nel 2022 ha pubblicato i singoli Il mio concetto di tutto e Domino. Nel 2023 ha pubblicato i singoli Nella playlist dei tuoi pensieri in collaborazione con Luci al neon e Se m'innamoro, cover dell'omonimo brano dei Ricchi e Poveri del 1985. Nel gennaio 2025 ha pubblicato il singolo Ambaradam.

### Carriera televisiva
Nel 2019 ha partecipato come concorrente al programma televisivo Ora o mai più, in onda su Rai 1, in cui viene seguita dal coach Red Canzian. Nell'ultima puntata presenta il suo nuovo brano Senza ali e senza cielo (la musica del quale è stata composta da Red Canzian con il testo di Michele Porru) e si classifica seconda, dopo Paolo Vallesi.
Successivamente, nell'autunno 2019, ha partecipato come concorrente alla nona edizione di Tale e quale show. Il 23 dicembre dello stesso anno è uscito 10 PM, prodotto sempre da Cantieri Sonori. Sempre nel 2019 ha confessato che dopo il successo da adolescente con i Gazosa ha affrontato per dieci anni gli attacchi di panico e la depressione.
Dal 2020 al 2023 ha fatto parte del cast fisso del talk show pomeridiano Oggi è un altro giorno in onda su Rai 1. Nell'ottobre 2022 durante questa trasmissione subisce una molestia in diretta tv: il cantante Memo Remigi la palpeggia davanti alle telecamere; in seguito all'episodio Remigi viene rimosso dal cast.
Dal 16 settembre 2024 al 31 marzo 2025 è stata una delle concorrenti della diciottesima edizione del Grande Fratello, condotta da Alfonso Signorini, da cui si è ritirata nel corso della ventunesima puntata, per poi essere ripescata alla venticinquesima puntata e risultandone infine la vincitrice.
Nell'aprile 2025 ha annunciato di voler ridurre le apparizioni televisive, dando priorità alla propria carriera musicale con l'obiettivo di tornare al Festival di Sanremo.

## Discografia

### Solista
EP
- 2012 – Amo il sole

Singoli
- 2006 – Un bacio senza fine
- 2007 – Pensieri timidi
- 2014 – Non arrossire
- 2019 – Senza ali e senza cielo
- 2019 – Cadillac
- 2019 – 10 PM
- 2022 – Il mio concetto di tutto
- 2022 – Domino
- 2023 – Se m'innamoro
- 2025 – Ambaradam

### Collaborazioni
- 2005 – Marco Masini feat. Jessica Morlacchi - Nel mondo dei sogni
- 2013 – The Voice of Italy - The live shows in I say a little prayer
- 2013 – The Voice of Italy - The best battles in Total eclipse of the heart feat. Maria Teresa Amato
- 2014 – Rueka feat. Jessica Morlacchi - Solo come un cane
- 2019 – Endi feat. Jessica Morlacchi - L'amore è un'illusione
- 2023 – Jessica Morlacchi & Luci al Neon - Nella playlist dei tuoi pensieri

### Con i Gazosa
Album in studio
- 2000 – Gazosa
- 2001 – www.mipiacitu
- 2002 – Inseparabili

Raccolte
- 2019 – Il meglio dei Gazosa

## Programmi televisivi
- The Voice of Italy (Rai 2, 2013) - concorrente
- Ora o mai più (Rai 1, 2018) - concorrente, seconda classificata
- Tale e quale show (Rai 1, 2019) - concorrente
  - Tale e quale show - Il torneo (Rai 1, 2019-2020) - concorrente
  - Natale e quale - Speciale Telethon (Rai 1, 2022-2023) - concorrente
- Oggi è un altro giorno (Rai 1, 2020-2023) - opinionista fissa
- Grande Fratello (Canale 5, 2024-2025) - concorrente, vincitrice